# 福者ハインリッヒ・ゾイゼ
『福者ハインリッヒ・ゾイゼ』（ふくしゃハインリッヒ・ゾイゼ、西: Beato Enrique Susón, 英: Blessed Henry Suso）は、スペインのバロック絵画の巨匠フランシスコ・デ・スルバランが1640-1641年にキャンバス上に油彩で制作した絵画である。スルバランがセビーリャの修道院関係のものとしてはおそらく最後と思われる委嘱により、ドミニコ会派のサント・ドミンゴ・デ・ポルタコエーリ修道院の袖廊のための2枚の祭壇衝立画のうちの1枚として制作された。ドミニコ会は主題にあまり有名でない2人のドミニコ会士を選んだが、本作に描かれているのは14世紀ドイツの神秘家である福者ハインリッヒ・ゾイゼである。作品はセビーリャ美術館に所蔵されている。

## 作品
本作の内容を細かに規定していた契約書は古文書研究者によって発見されたが、写しが作られる前に行方不明になってしまった。そのため、作品は不可解なものとなっている。画面の前景に立つ若々しいハインリッヒ・ゾイゼは目を天に向けながら、「H」の文字を長い金属の染筆で胸に彫り込んでいる。彼は償いの一形式として「IHS」というイエス・キリストのモノグラムを刻んでいると推定される。背後には緑の風景の中に2つのエピソードが描かれている。右側では、1人のドミニコ会士が眠っている同僚の修道士に話しかけている様子で、彼らの背後では天使が馬を引いて丘を降りてきている。左側では、1人のドミニコ会士が岩の上に座り、小さな池に見入っている。
作品の意味についてはよくわからないにもかかわらず、本作は衝撃的な効果を持って鑑賞者に迫ってくる。ハインリッヒ・ゾイゼは胸を開いて一種の枠を作っているが、その真ん中で土色の「H」の文字が際立っている。ゾイゼの顔の熱に浮かされたような表情は、肉体的苦痛が法悦と結びつく神秘体験というものに特有の歓喜の感情を表している。平和で、催眠的とさえいえる風景がこの前景と対照的である。風景は、ぼやけた木々、岩のごつごつした丘、遠くの連山といった画家が常々用いている要素により構成されている。しかし、この風景はいつにない広がりをもって描き出されており、この分野における画家の技量が時の経過とともにいかに増大したかを示している。木々の緑色はゾイゼの衣服の黒色と対照をなしている。